# Lodewijk Karel van Beieren
Lodewijk Karel Maria van Beieren (Slot Nymphenburg, 22 juni 1913 - Starnberg, 17 oktober 2008) was een Beierse prins uit het Huis Wittelsbach.
Luitpold was de oudste zoon van prins Frans Maria Luitpold van Beieren en Isabella van Croÿ. Hij was als kleinzoon van koning Lodewijk III de laatste Beierse prins die tijdens het bestaan van het koninkrijk Beieren werd geboren. Hij bezocht het Maximiliansgymnasium in München en studeerde vervolgens in Hongarije bosbouwkunde. In 1939 werd hij opgeroepen voor dienst in de Wehrmacht, waar hij - tot het zogenaamde Prinzenerlass van 1941, waarbij leden van voormalige koninklijke families en masse werden ontslagen -  diende als Gebirgsjäger. De laatste jaren van de Tweede Wereldoorlog woonde hij in Hongarije, waar de familie - in Sárvár - een slot bezat.
Na de oorlog was hij kortdurend gemeenteraadslid in Leutstetten. Voor de FDP was hij ook nog enige tijd volksvertegenwoordiger in de kreistag van Starnberg. Sinds 1950 was hij getrouwd met zijn nicht Irmgard van Beieren, een dochter van de laatste Beierse kroonprins, Rupprecht van Beieren en diens tweede vrouw Antonia van Luxemburg. 
Het paar kreeg drie kinderen:
- Luitpold (* 1951)
- Irmgard Maria (*/† 1953)
- Philippa (*/† 1954)

- Gemeinsame Normdatei: 1229723560
- Virtual International Authority File: 5303161634383010850004